# Ligne de Bettelainville à Waldwisse
La ligne de Bettelainville à Waldwisse était lors de sa création une section de la ligne de Bettainville à Merzig mise en service en 1917 par la Direction générale impériale des chemins de fer d'Alsace-Lorraine (EL). Après la fin de la Première Guerre mondiale, en 1919, cette section française est gérée par l'Administration des chemins de fer d'Alsace-Lorraine (AL) jusqu'à sa reprise en 1938 par la Société nationale des chemins de fer français (SNCF).
Les destructions de la Seconde Guerre mondiale ne permettant plus la relation avec Metz le trafic voyageurs est fermé en 1948, seul continue jusqu'en 1959 un petit trafic marchandises entre Hombourg-Budange et Wadwisse. Après son déclassement le tronçon de Bettelainville à Hombourg-Budange devient la propriété du Chemin de fer touristique de la vallée de la Canner qui y fait circuler un train touristique.
La ligne de Bettelainville à Waldwisse porte le no 175 000 sur le réseau ferré national.

## Tracé
La ligne de Bettelainville à Waldwisse faisait partie des lignes stratégiques de proximité du chemin en Alsace Lorraine. Cette dernière menait de Bettelainville à Merzig, et plus généralement de Metz à Merzig, en utilisant une autre ligne existante (Ligne Metz - Anzeling). Elle se dirige vers le nord de la Moselle pour traverser la frontière au niveau de Waldwisse.

## Chronologie
- 1909, début des travaux[1] ;
- 1917, mise en service de Bettelainville à Merzig[1] ;
- 1er novembre 1917, inauguration[2] ;
- 7 janvier 1936, arrêt des circulations après la frontière, Waldwisse devient le terminus[1] ;
- 1936, le tunnel de Siwingen est muré[1] ;
- 9 mai 1948, fermeture du trafic voyageurs[1] ;
- 19 janvier 1959, fermeture du trafic marchandise[1] ;
- 19 octobre 1967, décret de déclassement[1] ;
- 1er mai 1985, première circulation du train touristique[3].

## Historique

### Début
Après l'Annexion de 1871, les Allemands désirent réorienter le réseau ferré vers le Reich. Cette ligne fait partie de ce projet. Par ailleurs, à la fin du XIXe siècle, de nombreux villages de la région de Wadlwisse souhaitent la construction de cette ligne, pour être désenclavés. C'est ainsi qu'en 1902 commencent les études, puis en 1909 les travaux.
La ligne fut ouverte le 1er novembre 1917 et fut rattachée aux chemins de fer d'Alsace et de Lorraine. Ces derniers appartenaient à l'Allemagne. Une partie de la ligne se trouvait dans la région Sarre. La direction de la ligne entière était tenue par la Sarre. En 1927, trois aller-retours étaient effectués sur les 40 km de cette ligne, à cela s'ajoutaient les trajets vers Mondorf (jours ouvrables).

### Changement de statut de la Sarre
En 1936, après le retour de la Sarre à l'Allemagne, apparurent des tensions avec la France. En effet une partie de 621 m de long (sur 1 715 m) du tunnel de Silwingen se trouvait sous le territoire français. C'est pourquoi les deux entrées du tunnel furent murées en décembre 1936. La ligne se terminait donc à Silwingen, pour le côté allemand, et Waldwisse pour le côté français.

### La Seconde Guerre mondiale
En 1939 peu de temps après le début de la guerre (3 septembre) le viaduc sur la Sarre fut détruit et jamais reconstruit. À la suite de l'annexion d'une partie de la France, le trafic reprit dès octobre 1941 entre Mondorf et Bettelainville. Des trains omnibus circulèrent de Merzig jusqu'à Bettelainville en passant par Hombourg-Budange. Le 17 novembre 1944, la ligne fut de nouveau coupée à cause du dynamitage de trois ponts en béton au sud du tunnel de Silwingen. Sept autres ponts furent démolis lors de la retraite des allemands en novembre  1944. L'armée américaine nettoya les restes de la ligne, et répara la ligne au nord jusqu'à Mondorf.

### Après guerre
Après la guerre la circulation de personnes  continua entre Hombourg-Budange et Waldwisse. Elle cessa le 5 mai 1948.
Durant les années 1956 - 1957, les terrains de la ligne furent vendus, et en 1967 les derniers rails furent enlevés.
De nos jours, de nombreuses gares existent encore (Dalstein, Grindorf, Waldweisstroff). Elles sont devenues des propriétés privées. Seule la gare de Hombourg-Budange est encore en fonction. Les viaducs furent détruits. Celui sur la ligne Thionville - Anzeling a été démonté pour laisser passer des trains de gros gabarits. Seuls les culées et une pile subsistent. Les tunnels de Dalstein et de Silwingen existent encore dans les forêts.
Grâce à l'association Chemin de fer touristique de la Vallée de la Canner, le début de la ligne a pu être conservé. Un train touristique et des vélorails circulent l'été sur cette portion. Plus exactement l'association anime le parcours de Vigy à Hombourg-Budange.

## Ouvrages d'art
- Viaduc au-dessus de la ligne de Thionville à Anzeling.
- Tunnel de Dalstein.